# Дивотвірний меч
«Дивотвірний меч» (сербохорв. Čudotvorni mač) — югославський фантастично-пригодницький фільм 1950 року від режисера Воїслава Нановича та сценариста Югослава Борчевича.

## Сюжет
Середньовіччя. Хлопчик Небойша та його дід Іван полюють десь у лісі, вкритому снігом. Небойша разом з собакою заблукав у лісі та натрапляє на покинуту вежу, звежі якої лунає таємничий голос. Цей голос благає, щоб хтось його врятував, тому Небойша виконує його прохання. Опісля двері вежі відкриваються, а ув’язнена Залізну людину втікає від нього, виганяючи хлопця з вежі. Через багато років Небойша виріс у юнака та зустрічає своє давнє кохання, Віду. На шляху до їх весілля ревнивий Грицко натрапив на Залізну людину та його армію, спрямувавши їх на весілля. Залізну людину повідомляє гостям, що його воїни забирають до себе кого забажають, у тому числі Небойшу та Віду, при цьому він демонструє, що його не можна вбити звичайним мечем.
Небойша опиняється в підземеллі у вежі лиходія, але там зустрічає старого чоловіка, який повідомляє йому, що Залізну людину можна вбити лише дивотвірним мечем та розповідає, як його дістати. Візнавши в ньому хлопчика, який звільнив лиходія, Залізна людина особисто звільняє Небойшу з полону. Допоки Віда бере шлюб з Залізною людиною, після довгої дороги Небойша досягає скелі відьми та погоджується на завдання врятувати коня. Кінь перетворюється на рибу та ховається в озері, однак Небойша знаходить його, тому що раніше врятував одному життя коропу і тепер той повідомив, де він сховався. Потім відьма віддає йому коня в обмін на його бажання та повідомляє Небойші, що дивотвірний меч знаходиться в далекій імперії. Опинившись там, виявляється, що рік тому король помер, а імператриця зараз проводить змагання за право стати новим королем і кожен може взяти в ньому участь. Відповідаючи на загадку про те, що правда, любов та свобода є найважливішими у світі, Небойша проходить далі та виграє у змаганні в стрільбі з лука дивотвірний меч та полишає царство. Повернувшись до рідної землі, збирає достатньо людей та нападає на вежу, де вбиває Залізну людину та звільняє Віду.

## У ролях
| Актор                   | Роль           |
| ----------------------- | -------------- |
| Раде Маркович           | Небойша        |
| Вера Ілич-Букич         | Віда           |
| Миловоє Живанович       | Залізна Людина |
| Марко Маринкович        | Дід Іван       |
| Михайло Бата Паскалєвич | Грицко         |
| Милан Айваз             | Батько Віди    |
| Любиша Йованович        | Ковач          |
| Мирослав Белович        |                |
| Йован Ніколич           |                |
| Даниця Обренович        |                |
| Персида Олич            |                |
| Любиша Павлович         | Чорний витязь  |
| Іван Предич             |                |
| Надя Регин              |                |
| Александра Стойкович    |                |
| Млача Васелинович       |                |
| Павле Вугринац          |                |
| Павле Вуїсич            | Витязь         |
| Вілма Жендринська       | Імператриця    |
| Стево Жигон             |                |
| Зора Златкович          |                |